# United States Census 1860
Der United States Census 1860 war die achte Volkszählung in den USA seit 1790. Als Ergebnis der Auszählung wurde für die USA zum Stichtag 1. Juni 1860 eine Bevölkerungszahl von 31.443.321 Einwohnern ermittelt, wovon 3.953.761 Sklaven waren.
Die Daten enthalten Angaben zur Zahl der Wohngebäude, Anzahl der Familien und ihre Mitglieder jeweils mit Alter, Geschlecht, Hautfarbe, Beruf oder Ausbildung (für Personen im Alter über 15 Jahren), Grundstückswert, Wert des persönlichen Eigentums, Geburtsort, Geburtsdatum, Personenstand, Analphabetentum (für Personen im Alter über 20 Jahren), Behinderungen (Taubheit oder Taubstummheit, Blindheit, Irrsinnigkeit, Schwachsinnigkeit), Bedürftigkeit, vorbestraft.
Die in den alle zehn Jahre stattfindenden Volkszählungen der Vereinigten Staaten ermittelten Einwohnerzahlen der Bundesstaaten sind der Schlüssel zur Festlegung der Anzahl der Abgeordneten aus diesen Bundesstaaten im Repräsentantenhaus der Vereinigten Staaten. Die Anpassung wird in der Regel im übernächsten Kongress nach einer Volkszählung vorgenommen.

## Bevölkerungsreichste Städte
Die 50 bevölkerungsreichsten Städte der USA nach Einwohnerzahl im Jahr 1860.
| Rang | Stadt            | Bundesstaat          | Bevölkerung |
| ---- | ---------------- | -------------------- | ----------- |
| 1    | New York City    | New York             | 813.669     |
| 2    | Philadelphia     | Pennsylvania         | 565.529     |
| 3    | Brooklyn         | New York             | 266.661     |
| 4    | Baltimore        | Maryland             | 212.418     |
| 5    | Boston           | Massachusetts        | 177.840     |
| 6    | New Orleans      | Louisiana            | 168.675     |
| 7    | Cincinnati       | Ohio                 | 161.044     |
| 8    | St. Louis        | Missouri             | 160.773     |
| 9    | Chicago          | Illinois             | 112.172     |
| 10   | Buffalo          | New York             | 81.129      |
| 11   | Newark           | New Jersey           | 71.941      |
| 12   | Louisville       | Kentucky             | 68.033      |
| 13   | Albany           | New York             | 62.367      |
| 14   | Washington, D.C. | District of Columbia | 61.122      |
| 15   | San Francisco    | Kalifornien          | 56.802      |
| 16   | Providence       | Rhode Island         | 50.666      |
| 17   | Pittsburgh       | Pennsylvania         | 49.221      |
| 18   | Rochester        | New York             | 48.204      |
| 19   | Detroit          | Michigan             | 45.619      |
| 20   | Milwaukee        | Wisconsin            | 45.246      |
| 21   | Cleveland        | Ohio                 | 43.417      |
| 22   | Charleston       | South Carolina       | 40.522      |
| 23   | New Haven        | Connecticut          | 39.267      |
| 24   | Troy             | New York             | 39.235      |
| 25   | Richmond         | Virginia             | 37.910      |
| 26   | Lowell           | Massachusetts        | 36.827      |
| 27   | Mobile           | Alabama              | 29.258      |
| 28   | Jersey City      | New Jersey           | 29.226      |
| 29   | Allegheny        | Pennsylvania         | 28.702      |
| 30   | Syracuse         | New York             | 28.119      |
| 31   | Hartford         | Connecticut          | 26.917      |
| 32   | Portland         | Maine                | 26.341      |
| 33   | Cambridge        | Massachusetts        | 26.060      |
| 34   | Roxbury          | Massachusetts        | 25.137      |
| 35   | Charlestown      | Massachusetts        | 25.065      |
| 36   | Worcester        | Massachusetts        | 24.960      |
| 37   | Reading          | Pennsylvania         | 23.162      |
| 38   | Memphis          | Tennessee            | 22.623      |
| 39   | Utica            | New York             | 22.529      |
| 40   | New Bedford      | Massachusetts        | 22.300      |
| 41   | Savannah         | Georgia              | 22.292      |
| 42   | Salem            | Massachusetts        | 22.252      |
| 43   | Wilmington       | Delaware             | 21.258      |
| 44   | Manchester       | New Hampshire        | 20.107      |
| 45   | Dayton           | Ohio                 | 20.081      |
| 46   | Paterson         | New Jersey           | 19.586      |
| 47   | Lynn             | Massachusetts        | 19.083      |
| 48   | Indianapolis     | Indiana              | 18.611      |
| 49   | Columbus         | Ohio                 | 18.554      |
| 50   | Petersburg       | Virginia             | 18.266      |